# شهرستان ایذه
شهرستان ایذه یکی از شهرستان‌های استان خوزستان واقع در جنوب ایران است. مرکز این شهرستان، شهر ایذه است. به‌طور میانگین شهرستان ایذه با ارتفاع بالای هزار متر مرتفع‌ترین شهرستان خوزستان است. البته شایان به ذکر است که آب و هوای شهرستان ایذه هم با بقیه نقاط خوزستان تفاوت دارد. به‌طور مثال در ایستگاه مرغا سالانه ۵۸۰ تا۷۴۰ میلی‌متر میزان بارش دارد و متغیر است ولی در درهٔ بالای دهدز که پوشیده از جنگل هست سالانه بالای ۷۵۰ میلی‌متر بارش دارد شهرستان ایذه هم قطب اکوتوریسم استان خوزستان محسوب می‌شود و بیشترین میزان گردشگر پذیری در بین شهرستان‌های استان خوزستان دارد. ایذه دارای اقلیمی سرد و مرطوب است

## جمعیت
جمعیت شهرستان ایذه طبق سرشماری عمومی نفوس و مسکن در سال ۱۳۹۵، ۱۹۸٬۸۷۱ نفر بوده است.